# Daniel Garber
Daniel Garber (North Manchester, 11 aprile 1880 – Cuttalossa, 5 luglio 1958) è stato un pittore statunitense membro della colonia d'arte di New Hope, in Pennsylvania. Oggi è noto soprattutto per le sue grandi scene impressioniste della zona di New Hope, in cui spesso rappresentava il fiume Delaware. 
Dipinse anche opere figurative per interni ed eccelleva nell'incisione. Oltre alla sua carriera pittorica, Garber ha insegnato arte alla Pennsylvania Academy of Fine Arts per oltre quarant'anni.

## Biografia
Garber è nato l'11 aprile 1880 a North Manchester, nell'Indiana. Ha studiato arte alla Art Academy of Cincinnati e alla Pennsylvania Academy of Fine Arts di Filadelfia dal 1899 al 1905. Durante questo periodo Garber incontrò e sposò sua moglie, Mary Franklin, che era anche una studentessa d'arte. Nella tradizione di molti artisti americani, Garber e sua moglie hanno viaggiato in Europa per completare la sua educazione artistica. Ritornato in America nel 1907, su consiglio dell'artista William Langson Lathrop si stabilì a Cuttalossa (Comune di Solebury, Contea di Bucks) appena a valle di Lumberville, in Pennsylvania, a sei miglia dal fiume Delaware da New Hope.
Come la maggior parte dei pittori impressionisti, Garber dipinse paesaggi en plein air, direttamente dalla natura. Espone le sue opere a livello nazionale e ottiene numerosi riconoscimenti, tra cui una medaglia d'oro all'Esposizione internazionale Panama-Pacifico (1915) a San Francisco, in California. Fu eletto membro della National Academy of Design nel 1913. Garber morì il 5 luglio 1958, dopo essere caduto da una scala nel suo studio. Oggi, i dipinti di Garber sono considerati da collezionisti e storici dell'arte tra le migliori opere prodotte dalla colonia di New Hope. I suoi dipinti sono di proprietà di importanti musei tra cui lo Smithsonian American Art Museum a Washington, DC, l'Art Institute di Chicago e il Philadelphia Museum of Art. Tra gli allievi di Garber si ricordano Delle Miller e Walter Stuempfig.